# Petrus Christus

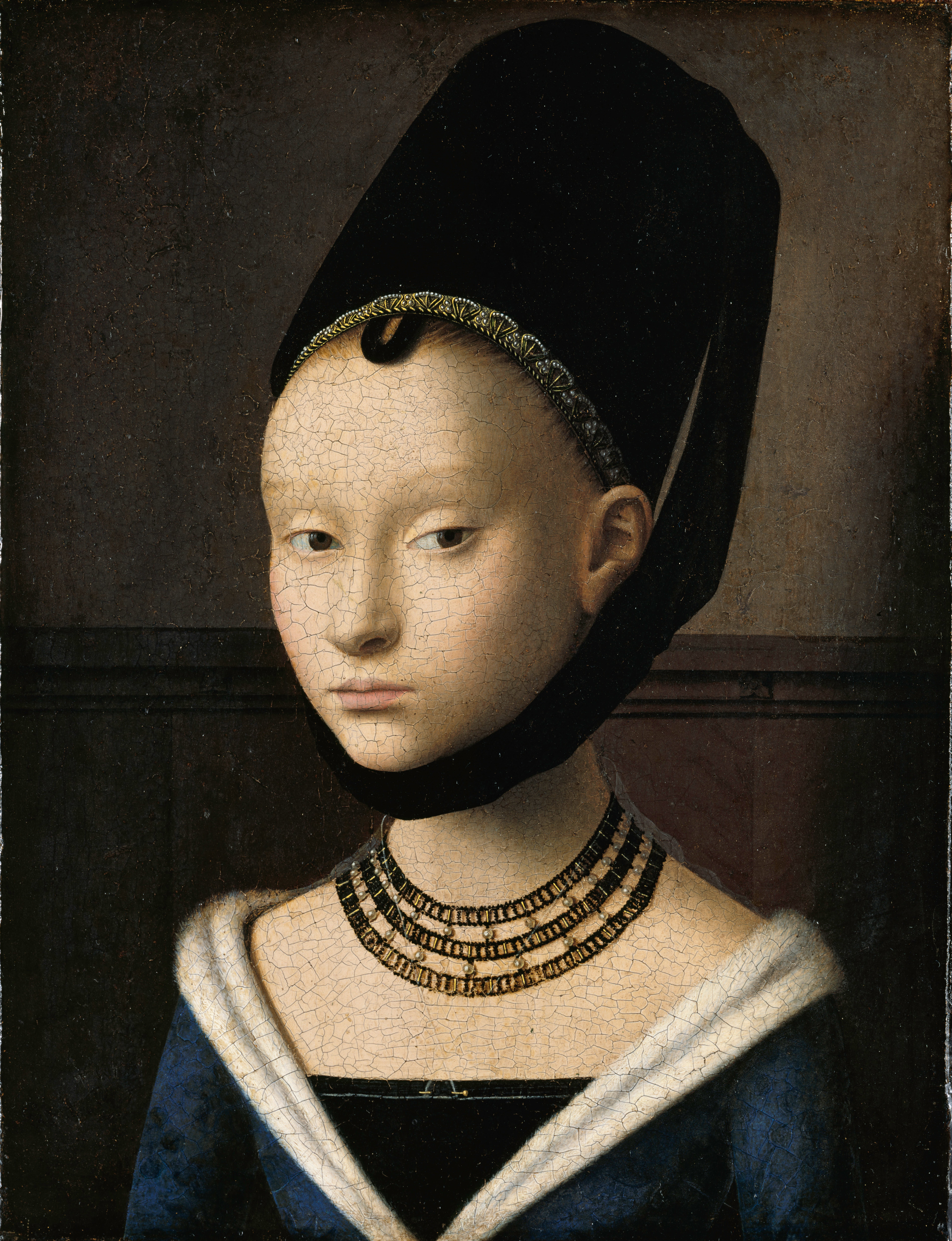
Portret de fetiță, ulei pe stejar, (29 × 22,5 cm), Gemäldegalerie, Berlin.

Petrus Christus (n. 1410, Baarle, Baarle-Hertog, Flandra, Belgia – d. 2 septembrie 1475, Brugge, Franța) este un pictor flamand. Petrus Christus face parte din familia pictorilor flamanzi primitivi. Din punct de vedere istoric și stilistic, el se situează după Robert Campin, Jan Van Eyck sau Rogier van der Weyden, și înainte de Hans Memling.

## Biografie
Primul document cunoscut despre Petrus Christus este înregistrarea sa, la 6 iulie 1444, ca burghez al orașului Bruges. Registrul burghezilor (Poorterboeken) menționează că este originar din Baarle-Hertog și că și-a cumpărat dreptul de cetățenie în acea zi, prin intermediul unui anume Joos vander Donc, „pentru a fi pictor”. El a plătit taxa de trei lire pariziene. Pentru a fi pictor în Bruges, trebuia mai întâi să fii cetățean, iar dreptul de cetățenie putea fi obținut în trei moduri: să te căsătorești cu o "cetățeancă", să locuiești în Bruges timp de un an și o zi, sau să cumperi acest drept. Numele de familie destul de rar „Christus” era destul de folosit în regiunea Breda, în apropierea frontierei actuale dintre Belgia și Olanda. O familie patriciană "Cristus" este menționată de mai multe ori la Breda. Este plauzibil ca Petrus Christus să fi avut între douăzeci și treizeci și cinci de ani când s-a înscris în breasla pictorilor, ceea ce indică o dată de naștere între 1410 și 1425. Louvre-ul oferă un interval mai restrâns, între 1415 și 1420, iar Larousse indică în jur de 1420.

### Școală si influente
Este posibil ca tatăl său, Pierre, să fi fost mentorul său. Influțat de pictorii flamanzi, precum van Eyck și Van der Weyden, el preia gustul lor pentru precizia realistă și adaugă reprezentarea perspectivei; mult timp s-a presupus că și-a primit formarea la Jan van Eyck, dar datele nu coincid: Van Eyck a murit în 1441, iar Petrus Christus nu este activ la Bruges decât din 1444. În schimb, el ar fi putut să finalizeze unele dintre tablourile acestuia. "Pietro Christa" este menționat în "Vite" de Giorgio Vasari ca fiind un elev al lui Jan van Eyck.

### Cariera
El devine cetățean al orașului Bruges la 7 iulie 1444 și este membru al breslei pictorilor din Bruges până la moartea sa. Spre deosebire de Jan van Eyck, care era la serviciul ducilor de Burgundia, Christus își găsește clientela printre burghezi și negustorii străini bogați care locuiau în Bruges, așa cum a făcut și Memling după el. Contextul economic era favorabil în acest sens.
După ani de război, Bruges a jurat credință lui Filip cel Bun în 1440, iar în următorii patruzeci de ani Bruges a devenit un centru administrativ, comercial și financiar, creând un climat favorabil pentru producția și consumul de produse de lux și de artă în Flandra. Bruges era o reședință ducală, iar comercianții străini erau numeroși, în special liga hanseatică, comercianții englezi, catalani, portughezi, spanioli și mai ales italienii, care aveau patru "logge" (cartiere): Genova, Florența, Veneția și Lucca. Banca florentină Medici avea cea mai mare reprezentare străină la Bruges. În timpul secolului al XV-lea, aproximativ o treime din membrii corporației pictorilor erau imigranți veniți din regiunea Burgundia sau din alte locuri: Jan van Eyck, Petrus Christus, Hans Memling, Gerard David, Willem Vrelant, apoi Philippe de Mazerolles și Loyset Liédet. Cei mai mulți membri ai breslei pictorilor lucrau la activități de decorare, adesea în serviciul instituțiilor locale. Clădirile publice erau acoperite cu picturi policrome sau aurite, iar statuile și fântânile, stemele și alte motive heraldice, steagurile, drapelele și fanioanele erau opere obișnuite ale pictorilor, adesea realizate cu ocazia festivităților sau ceremoniilor oficiale.
În 1462, Petrus Christus devine membru, împreună cu soția sa, al Confrérie Notre-Dame de l'Arbre Sec, o confrerie religioasă dedicată cultului Fecioarei Maria. Numele lui Christus apare în registrele contribuțiilor la confreria Arbre Sec începând cu anul 1467-1468. Această organizație pioasă importantă a fost fondată înainte de 1450 de către breasla croitorilor. Ea deținea propria sa capelă, în cor, la nord de capela curții în biserica ordinului franciscan minor. Avea sute de membri. Printre membrii săi se numărau și membrii curții, printre care Carol cel Bun și mama sa, Isabela de Portugalia, precum și alți aristocrați. Această frăție juca un rol social de prim rang. Printre membrii săi se numărau artiști precum Christus, Memling, Wellem Vrelant și Pierre Coustain. Confreria a continuat să existe mult timp după aceea.
Christus a avut un rol social important. A apărut ca reprezentant legal al breslei pictorilor în mai multe ocazii, inclusiv la semnarea contractelor sau la ceremoniile oficiale; este menționat ca fiind „elder”, adică bătrân al breslei. Ultima sa apariție în această funcție datează din 1472.
Petrus Christus a murit între septembrie 1475 și martie 1476. Mai precis, registrele diverse ale confreriei permit situarea morții lui Petrus Christus între 2 septembrie 1475 și 13 martie 1476. Deoarece fiul său, Bastien, devine maestru deplin al corporației de imaginiști pe 13 martie 1476 și probabil preia atelierul tatălui său, putem concluziona că Petrus Christus a murit înainte de 13 martie 1476.

### Acoperire și posteritate

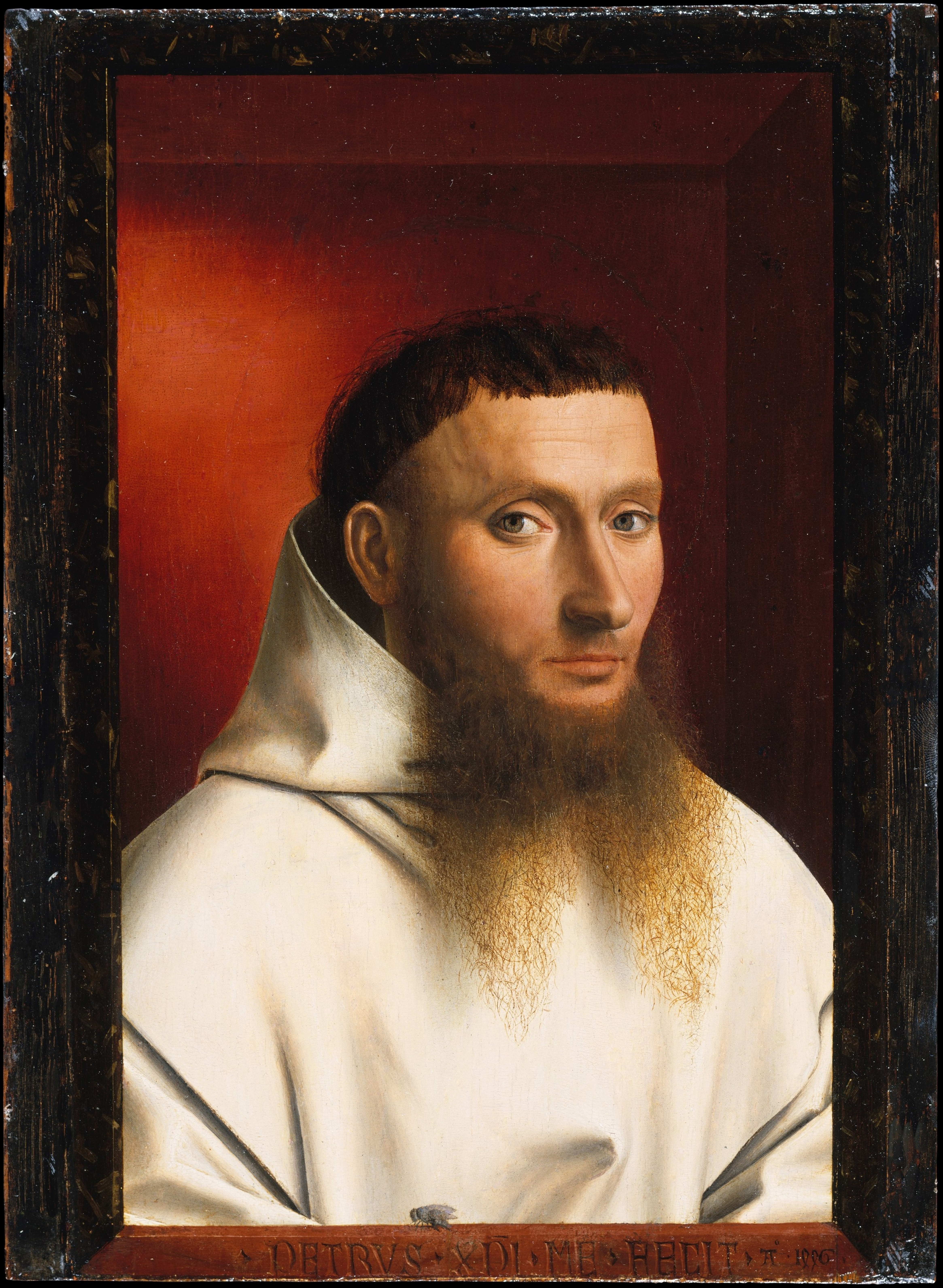
Portrait d'un Chartreux, 1446.

Opera cunoscută a lui Christus este relativ mică pentru o carieră care acoperă trei decenii: aproximativ 30 de picturi, cinci desene și o pagină iluminată i-au fost atribuite, dar un număr destul de mare - nouă picturi - sunt semnate, iar șapte semnături conțin informații fiabile.
Semnăturile lui Christus conțin aluzii la modelul din care derivă și se referă uneori deschis la o operă a lui van Eyck, cum ar fi semnătura de pe Portretul unui cartuzian, care se inspiră din Bărbatul cu turban roșu de van Eyck. Dipticul Crucifixiunii și al Judecății de Apoi al lui van Eyck de la Metropolitan Museum of Art servește ca model pentru cele două panouri, Anunțul și Nașterea și Judecata de Apoi din Gemäldegalerie din Berlin de Christus, pe aceeași temă, inclusiv semnătura.
Un trăsătura caracteristică a operei lui Petrus este diferența în tratamentul și execuția dintre lucrările mici și cele mari. Picturile mici sunt realizate într-un mod rafinat, asemănător miniaturilor, în timp ce cele de dimensiuni mari sunt pictate în straturi mai largi. Efectul de bijuterie și simțul animației întâlnite în tablourile mici devin mai puțin evidente în lucrările monumentale, ceea ce îl determină pe Max J. Freidländer să le caracterizeze ca fiind compuse din personaje rigide, concepute geometric, ca "fabricate pe un tocător". Un studiu detaliat arată o similitudine remarcabilă cu tehnica și tratamentul iluminărilor din manuscrise, de exemplu, modelarea tonurilor pielii este obținută prin linii de pensulă extrem de subțiri adăugate la un desen de fond care este în general o simplă culoare de ton roz. Miniaturile din Ora de rugăciune a Trinității din Turin-Milan atribuite cercului lui van Eyck prezintă aceeași tehnică.
Petrus Christus nu a avut o activitate semnificativă în calitate de portretist, spre deosebire de Jan van Eyck sau Hans Memling, care l-au precedat și urmat respectiv la Bruges. Portretele care au supraviețuit sunt consistente în fizionomia lor și uneori atât de asemănătoare (cazul portretelor de bărbat din Londra și Los Angeles) încât au putut fi considerate ca reprezentând același bărbat în diferite momente ale vieții sale. În ceea ce privește convențiile privind poziția și iluminatul, portretele sunt variate și inovatoare. Cu toate că Christus păstrează poziția tradițională de trei părți, el exprimă interacțiunea cu mediul înconjurător (viziuni apropiate ale interiorului, interior sugerate, viziune combinată interior-exterior, sau mai tradițional pe fundal negru), și folosește atât iluminarea apropiată, cât și cea îndepărtată. Astfel, se distinge de tipul invariabil al portretelor lui van Eyck - vedere din trei părți spre stânga, iluminată din stânga, pe fundal întunecat.
În 1476, fiul său, Bastien (sau Bastyaen), a devenit și el pictor. Nepotul lui Petrus Christus, numit, de asemenea, „Petrus”, a preluat apoi atelierul tatălui său pe 5 mai 1500.
Reputația lui Petrus Christus a dispărut rapid după moartea sa în Nord. În Italia, în schimb, persistă: Pietro Summonte, de exemplu, îl menționează ca pe un „pictor famoso in Fiandra”. Lodovico Guicciardini, în 1567, îl citează pe Petrus în lucrarea sa Descrierea întregii Țări de Jos, completată de Germania Inferior, iar Giorgio Vasari în cea de-a doua ediție a lucrării sale Vite. Redescoperirea lui Petrus Christus în epoca modernă se datorează lui Gustav Friedrich Waagen, curatorul șef al Galeriei de Artă din Berlin la începutul secolului al XIX-lea, și lui Johann David Passavant, un pictor german contemporan cu Waagen și un cunoscător apreciat al artei.

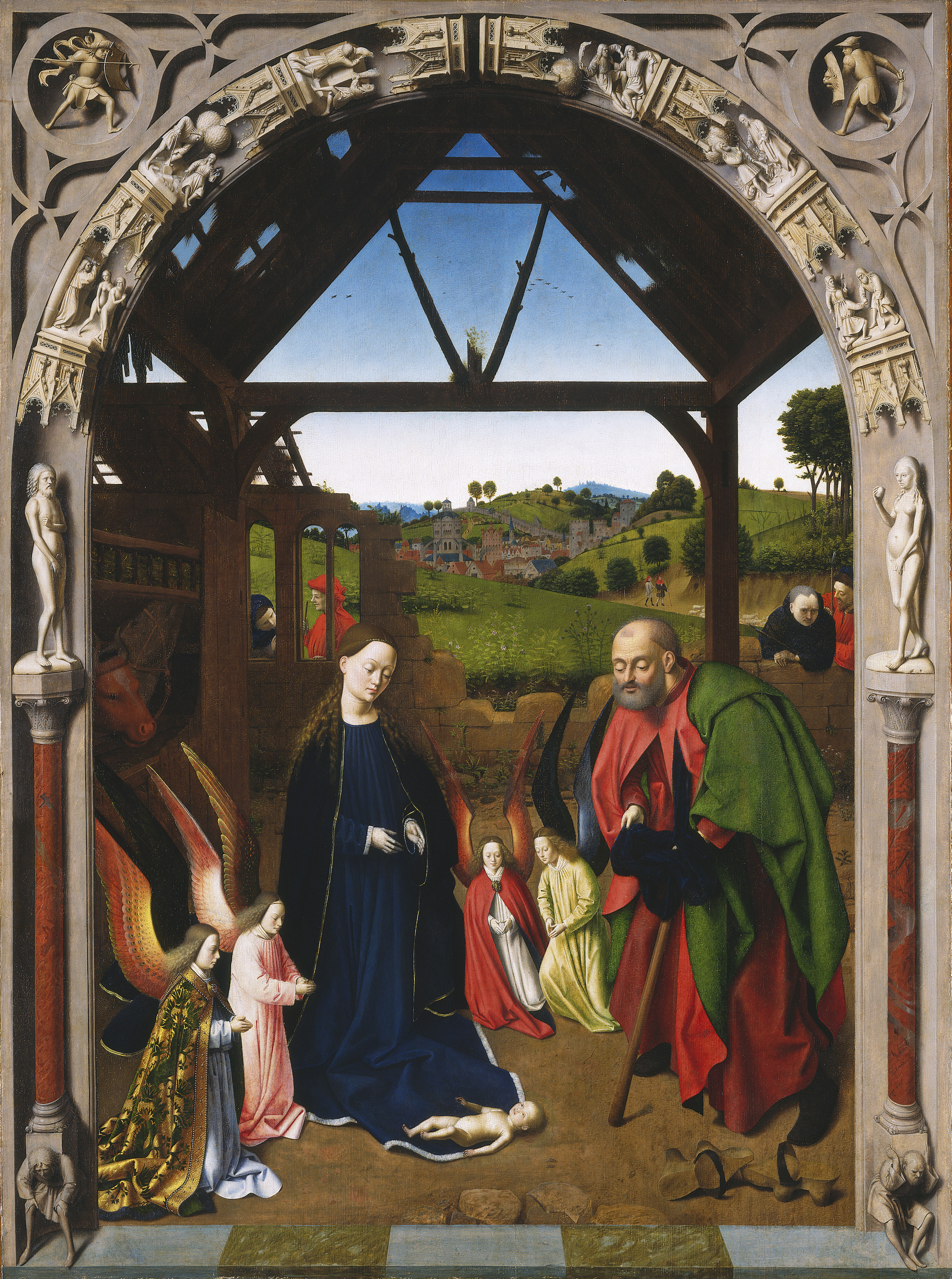
Nașterea Domnului
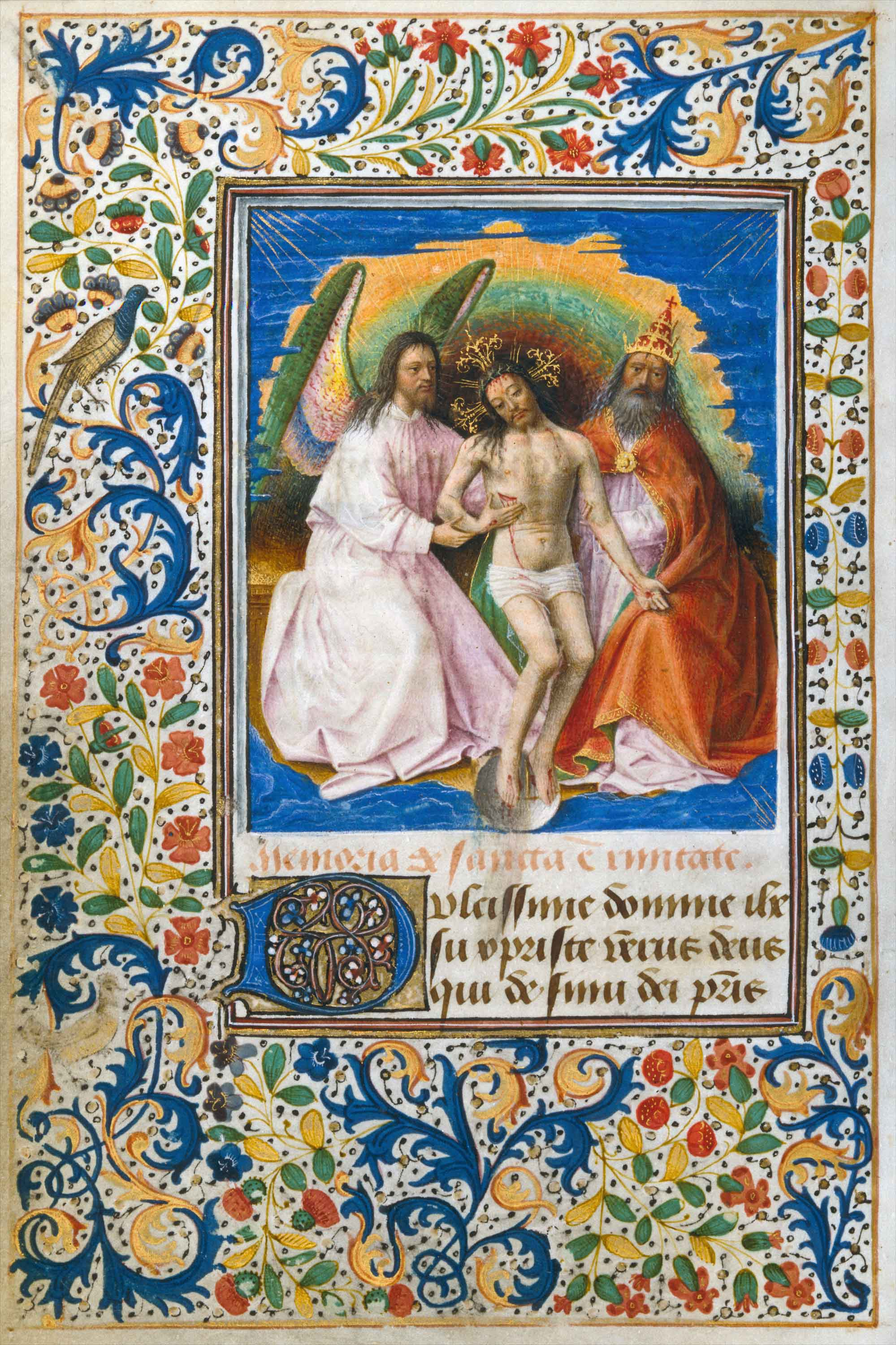
Treimea Orelor de Paul van Overtvelt.